# Mary Wigman
Mary Wigman (Karoline Sofie Marie Wiegmann) (Hannover, 13 november 1886 – West-Berlijn, 18 september 1973) was een Duitse danseres, choreografe en dansinstructrice. Ze was een van de pioniers in de expressionistische dans. Wigman bracht de dans terug tot de basis van het uitdrukken in het bewegen in de ruimte als kunstvorm die losstaat en onafhankelijk is van de muziek, de zogenaamde Ausdrucktanz.

## Biografie

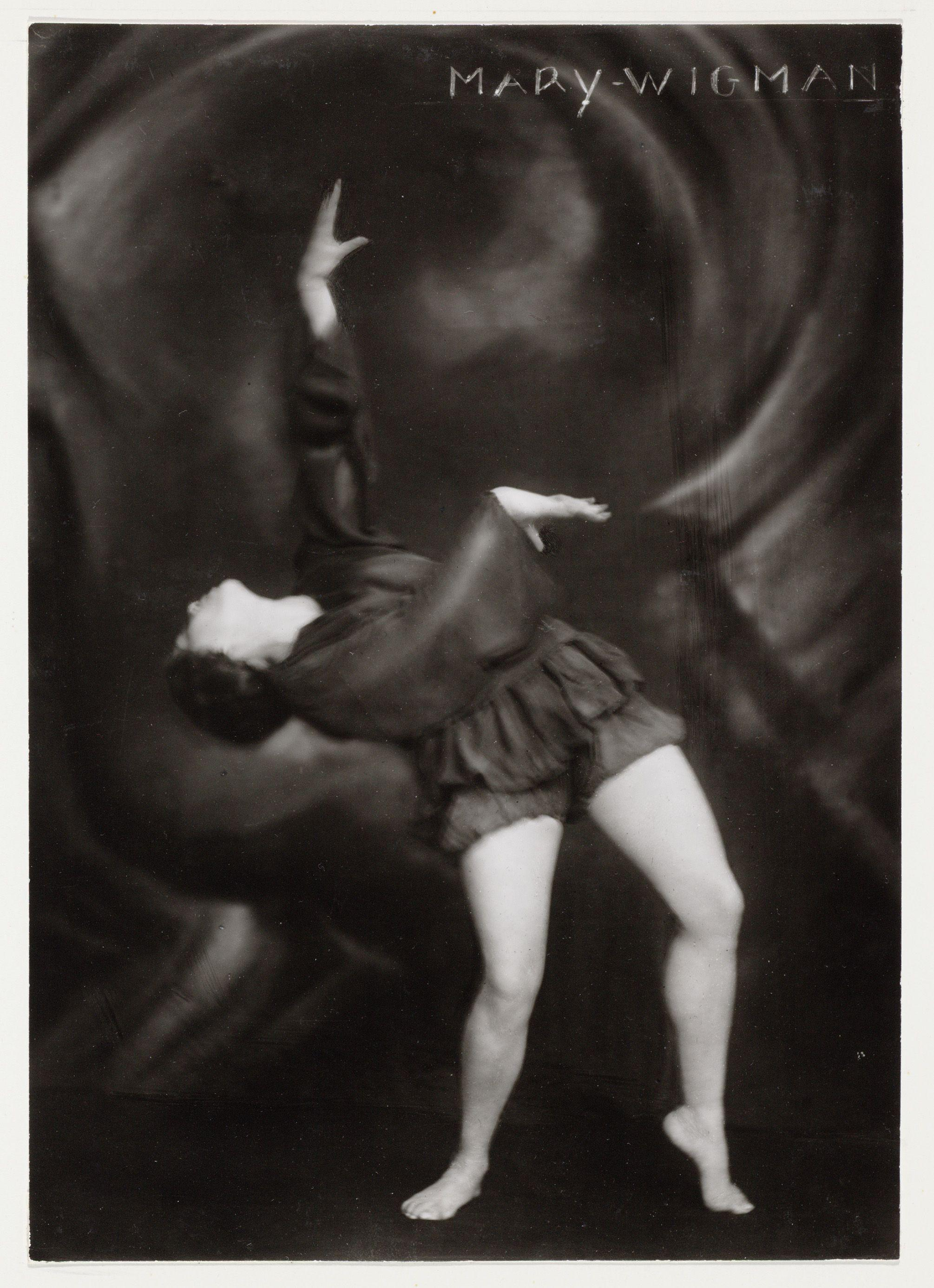
Wigman in Nederland (foto Jacob Merkelbach 1922)

Wigman was de dochter van een fietsenhandelaar. Geboren in Hannover, bracht ze haar jeugd ook door in Engeland, Nederland en Zwitserland. Wigman studeerde in eerste instantie een vorm van ritmische gymnastiek bij Émile Jaques-Dalcroze en Suzanne Perrottet van 1910-1911. Daarna verbleef ze enige tijd in Rome en Berlijn. Op advies van kunstschilder Emil Nolde ging ze in 1913 studeren bij de Hongaarse choreograaf Rudolf von Laban in Zwitserland. Als zijn assistent zou Wigman les geven aan het choreografisch trainingscentrum in Zürich van Laban.
In 1920 opende Wigman in Dresden haar eigen dansschool en vanaf 1921 trad zij op met haar eigen dansgroep. Filmopnamen van Wigman en haar dansgroep uit 1923 verschenen in de documentaire Wege zu Kraft und Schönheit (1925) van Wilhelm Prager. Met haar groep toerde Wigman door Duitsland en omringende landen, ook verschenen ze in Londen (1928) en in de Verenigde Staten (1930). Wigman danste voornamelijk op muziek die speciaal voor haar en de dans was gecomponeerd, vaak bestond de muzikale begeleiding alleen uit gongs en trommels en in zeldzame gevallen werd er zelfs zonder muziek gedanst. Vanaf de beginjaren dertig had Wigman een succesvolle onderneming met haar dansschool in Dresden maar ook wereldwijd diverse filialen. 
De opkomst van het Nationaalsocialisme heeft gezorgd voor een smet op het blazoen van Wigman. Zo accepteerde zij in 1936 de opdracht om een groepsdans te choreograferen voor de Olympische jeugd ter gelegenheid van de Olympische Spelen in Berlijn. Ook kwam ze niet in opstand tegen de opdracht om Joodse dansers uit haar ensemble te ontslaan. Voor zover bekend heeft Wigman zich in die jaren niet openlijk voor of tegen het Nazi-regime geuit, maar wordt er door haar gedragingen wel enige medeplichtigheid verweten.
Het besluit van Goebbels in 1937 dat dans vooral vrolijk moest zijn, de vrouwelijke schoonheid moest laten zien en niets te maken mocht hebben met filosofie betekende vooralsnog het einde van haar danscarrière. In 1942 verkocht zij uiteindelijk haar dansschool. Na de Tweede Wereldoorlog pakte Wigman de draad weer op, eerst in Leipzig en vanaf 1949 in West-Berlijn waar ze een nieuwe expressieve dansschool oprichtte, de Mary Wigman Studio.
In 1953 ontving Wigman de Orde van Verdienste van de Bondsrepubliek Duitsland en in 1957 ontving ze het Grote kruis van Verdienste.

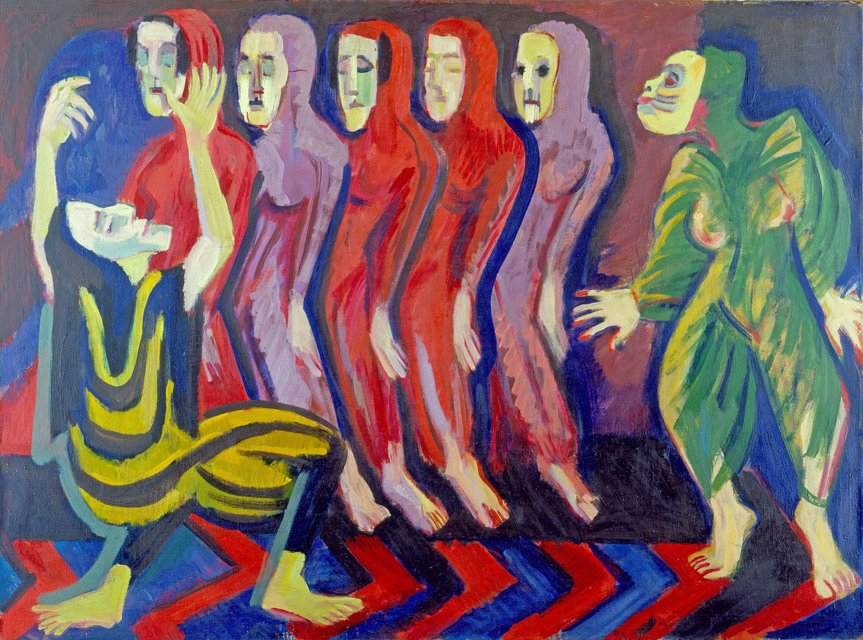
Totentanz der Mary Wigman (1926) door Ernst Ludwig Kirchner

## Galerij

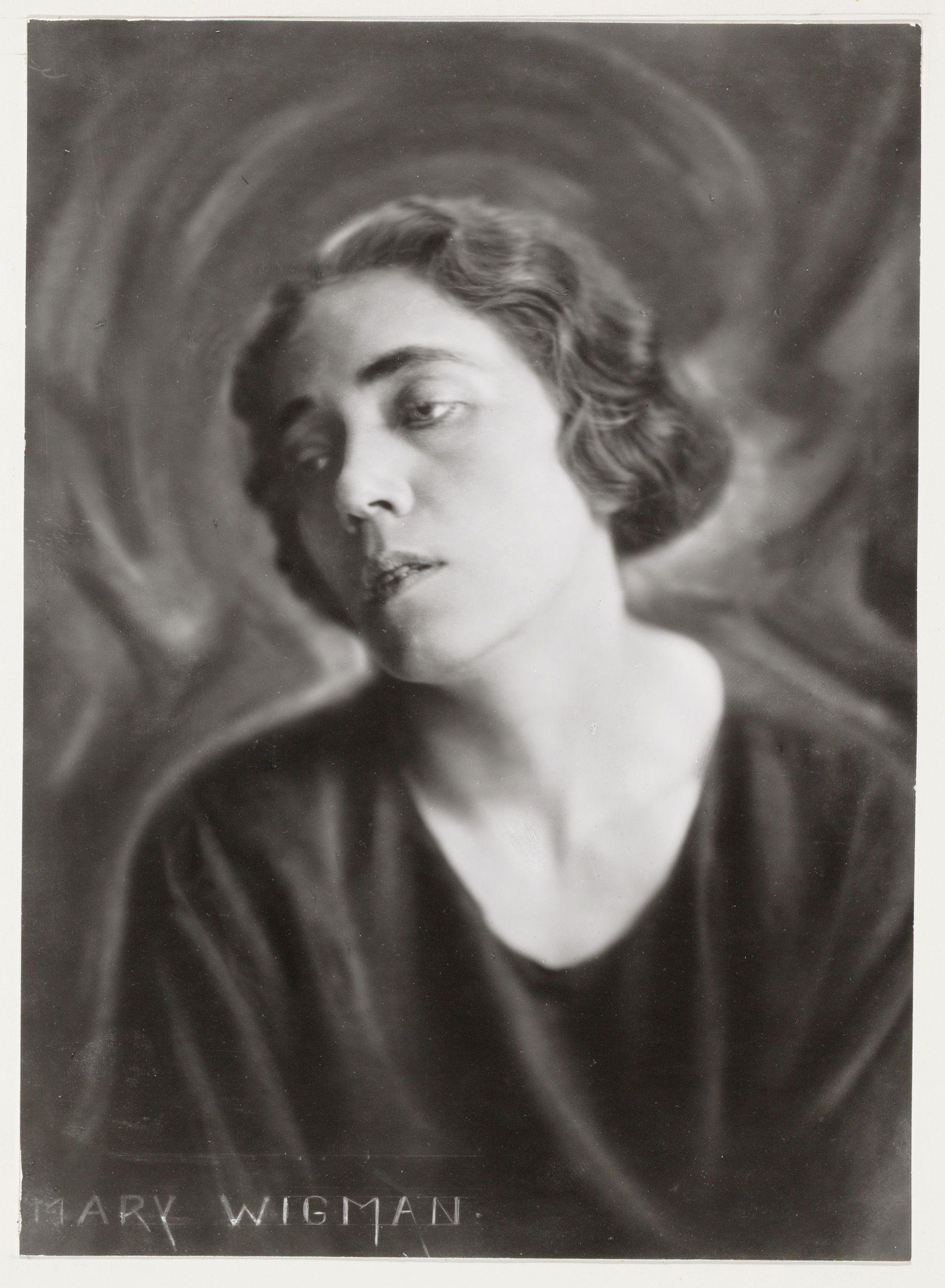
Wigman (foto Jacob Merkelbach 1922)
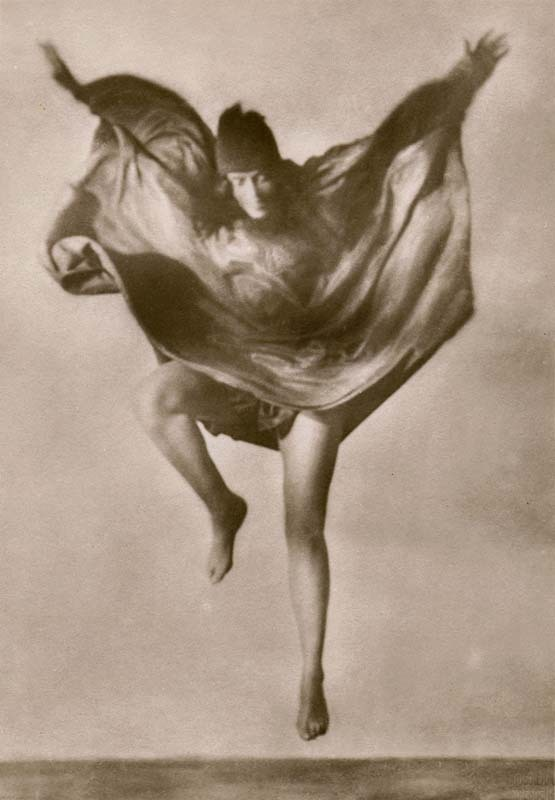
Mary Wigman (foto Hugo Erfurth 1926)
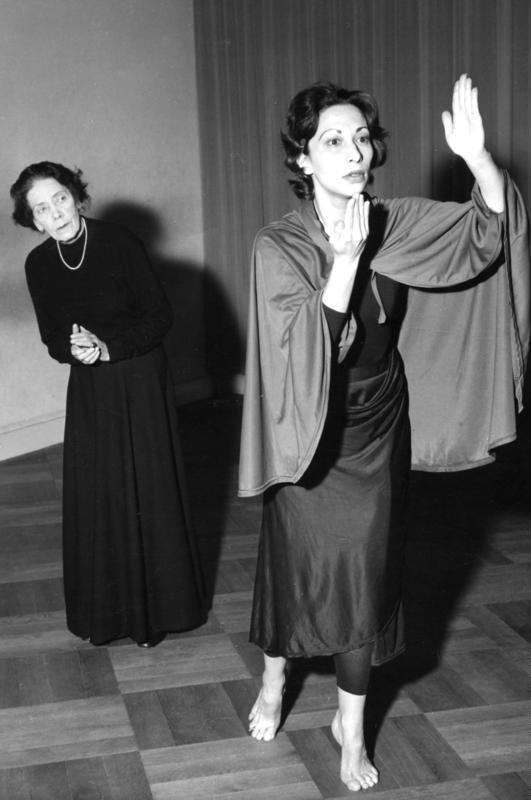
Mary Wigman (links) in 1959

## Choreografieën (selectie)
- Hexentanz I (1914)
- Hexentanz II (1926)
- Totenklage (1936)